# 7,2-дюймовая гаубица
7,2-дюймовая гаубица (англ. BL 7.2-inch howitzer) — 183-мм артиллерийское орудие Великобритании времён Второй мировой войны.

## История
В 1940 году Британская армия пришла к выводу, что единственная доступная для нее тяжёлая гаубица — 8-дюймовая гаубица времён Первой мировой войны, имела недостаточную дальность огня для условий Второй мировой войны. В качестве временного ограничения было принято решение перестроить существующие стволы на меньшие калибры и разработать новую линейку боеприпасов для достижения желаемых дальностей стрельбы.

## Варианты

### Mark I—IV
Версии Mark I, II, III, IV делались на основе 8-дюймовых стволов были уменьшенных до 7,2 дюймов (183 мм), при этом старые станки были сохранены, хотя оригинальные стальные колёса были заменены новыми пневматическими колёсами с баллонными шинами, что проходило в русле общей автомобилизации Британской армии. Новые боеприпасы с четырьмя картузными зарядами увеличили дальность до 15 500 м, но при выстреле при полном заряде отдача приводила к резким колебаниям орудия назад — вперёд. Чтобы противостоять этому, за колёсами были установлены два клиновидных пандуса, хотя орудие иногда могло их перепрыгнуть, что представляло опасность для экипажей. Марки I—IV отличались только оригинальным 8-дюймовым стволом и типом конверсии; некоторые стволы и лафеты также поставлялись из американских запасов времён Первой мировой войны.

### Mark V
В 1944 году на американский лафет пушки M1 было размещено несколько 7,2-дюймовых стволов, став таким образом 7,2-дюймовой гаубицей Mk V. Было произведено совсем немного экземпляров Mk V.

### Mark VI
7,2-дюймовая гаубица Mark 6 (произошел отход от римских цифр) сохранила лафет M1, но имела новый 7,2-дюймовый ствол длиннее на 1,96 метров, чем у предыдущих марок, дополнительно пятый заряд был добавлен в выстрелы. Более длинный ствол и дополнительная нагрузка обеспечили увеличение дальности до 17 984 метров, новая тележка также обеспечила гораздо более устойчивую платформу, значительно увеличив точность. Mark 6 считался высокоэффективным оружием, и он оставался на вооружении после войны.

## Боевое применение
Орудия показали хорошие результаты. Первые 7,2-дюймовые гаубицы были выпущены для батарей с середины 1942 года и использовались в боевых действиях в Северной Африке, а затем после высадки в Нормандии. В Бирме они были предоставлены в виде батареи из двух орудий на армейский корпус и использовались артиллерийскими полками по мере необходимости. К концу 1944 года большинство более ранних марок были заменены наиболее совершенной версией Mk 6.
Обычным орудийным тягачом для 7,2-дюймовой гаубицы в первые годы войны был Scammell Pioneer, хотя его никогда не было в достаточном количестве, и с конца 1943 года Pioneer был дополнен Albion CX22S.
7,2-дюймовая гаубица BL обычно использовалась в двух батареях с четырьмя пушками каждая (вместе с двумя батареями с четырьмя пушками каждая, оснащенными 155-мм пушкой M1 «Длинный Том»), «тяжёлых» полков подразделений Королевской артиллерии в подчинении групп армий (Army Group Royal Artillery), обеспечивая мощную огневую поддержку британцам и войскам Содружества. Mk 6 оставался на службе в британской армии до начала 1960-х годов.

## Операторы
Ньюфаундленд
- 57-й (ньюфаундлендский) полевой артиллерийский полк (57 (later 166) (Newfoundland) Field Artillery Regiment);
- 59-й (ньюфаундлендский) тяжёлый артиллерийский полк (59 (Newfoundland) Heavy Regiment);

 Великобритания (Королевская артиллерия)
- 1-й тяжёлый артиллерийский полк (1 Heavy Regiment);
- 32-й тяжёлый артиллерийский полк (32 Heavy Regiment);
- 51-й тяжёлый артиллерийский полк (51 (Lowland) Heavy Regiment);
- 52-й тяжёлый артиллерийский полк (52 (Bedfordshire Yeomanry) Heavy Regiment) — Северо-западная европейская кампания;
- 53-й тяжёлый артиллерийский полк (53 Heavy Regiment);
- 54-й тяжёлый артиллерийский полк (54 Heavy Regiment);
- 55-й тяжёлый артиллерийский полк (55 Heavy Regiment);
- 56-й тяжёлый артиллерийский полк (56 Heavy Regiment);
- 58-й тяжёлый артиллерийский полк (58 Heavy Regiment);
- 60-й тяжёлый артиллерийский полк (60 Heavy Regiment);
- 61-й тяжёлый артиллерийский полк (61 Heavy Regiment);
- 75-й тяжёлый артиллерийский полк (75 Heavy Regiment);
- 171-й тяжёлый артиллерийский полк (171 Heavy Regiment);
- 114-й (сассекский) полевой артиллерийский полк (114th (Sussex) Field Regiment) — 2 пушечные секции в Бирманской кампании;
- 8-й (белфастский) тяжёлый зенитный артиллерийский полк (8th (Belfast) Heavy Anti-Aircraft Regiment) — 2 пушечные секции в Бирманской кампании;
- 52-й (лондонский) тяжёлый зенитный артиллерийский полк (52nd (London) Heavy Anti-Aircraft Regiment) — 2 пушечные секции в Бирманской кампании;
- 56-й (корнуолльский) тяжёлый зенитный артиллерийский полк (56th (Cornwall) Heavy Anti-Aircraft Regiment) — 2 пушечные секции в Бирманской кампании;
- 67-й (йоркско-ланкастерский) тяжёлый зенитный артиллерийский полк (67th (York and Lancaster Regiment) Heavy Anti-Aircraft Regiment) — 2 пушечные секции в Бирманской кампании;
- 101-й тяжёлый зенитный артиллерийский полк (101st Heavy Anti-Aircraft Regiment) — 2 пушечные секции в Бирманской кампании.

## Галерея

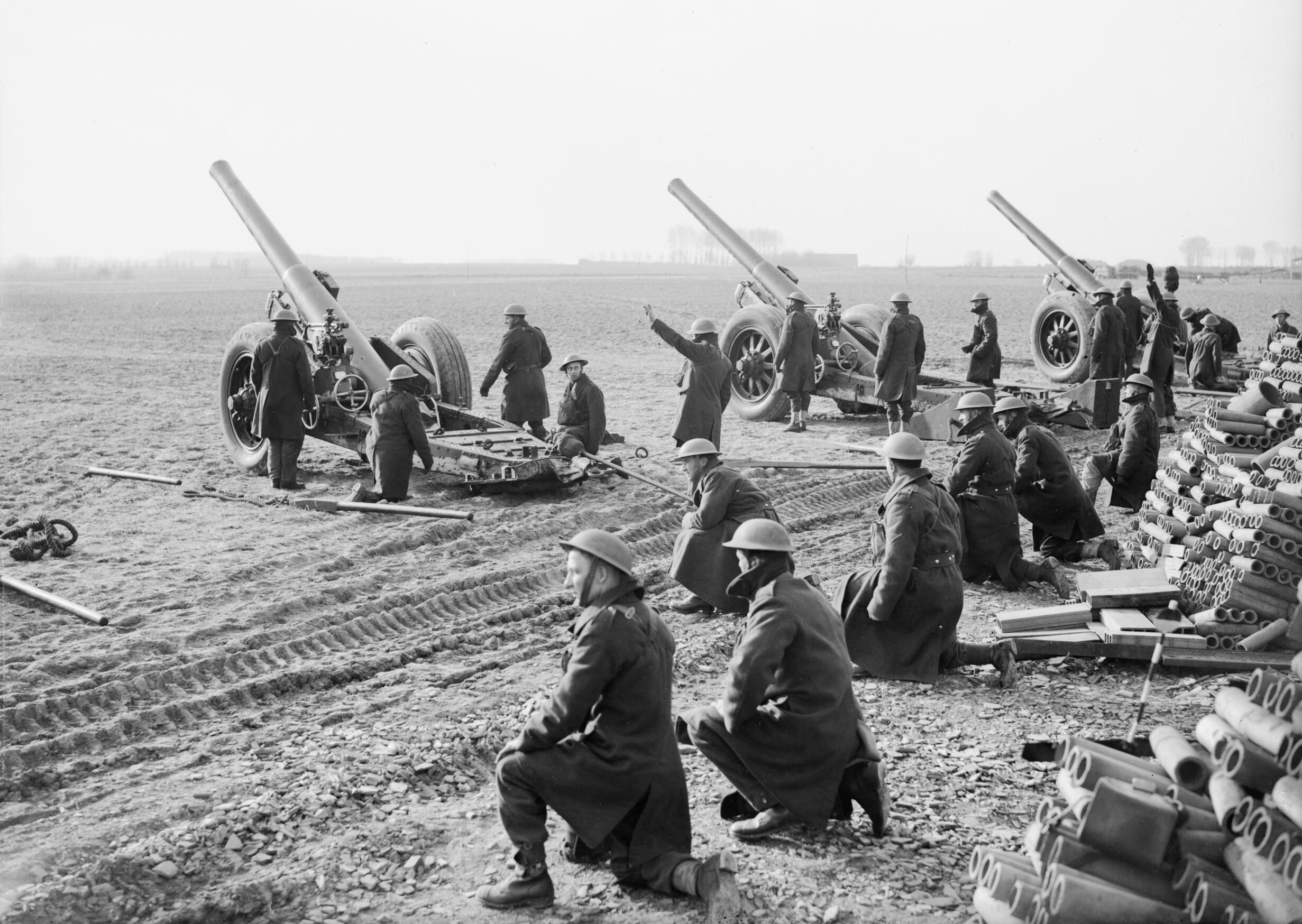
Британские 7,2-дюймовые гаубицы 3-й батареи 1-го тяжёлого артполка около Орши во Франции. 1940 год.
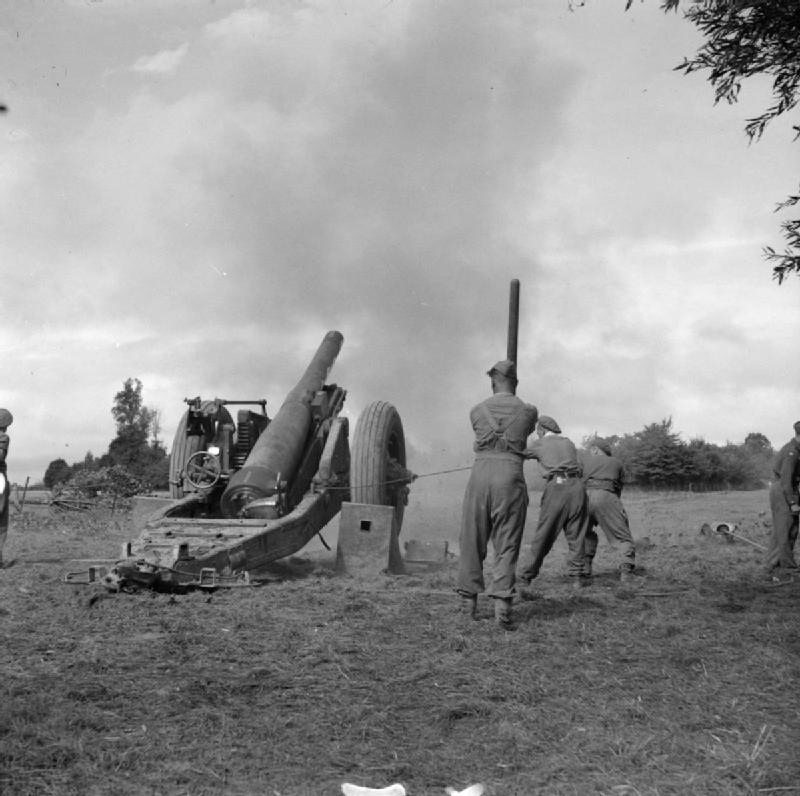
7,2-дюймовая гаубица на позиции в Европе. 2 сентября 1944 года.
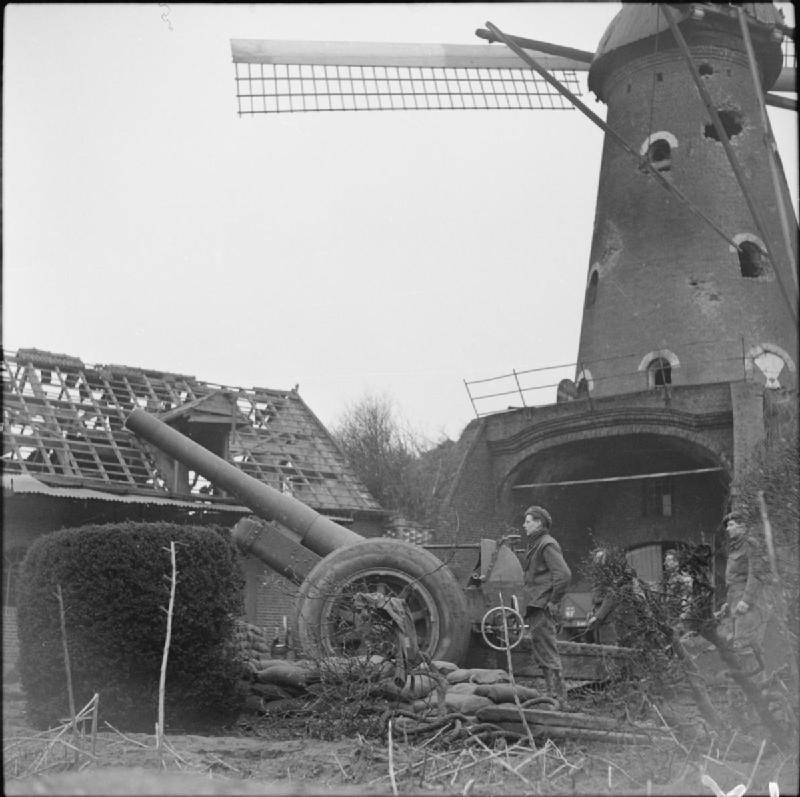
7,2-дюймовая гаубица в руинах деревни Oeffelt, в Северном Брабанте. 19 февраля 1945 года.
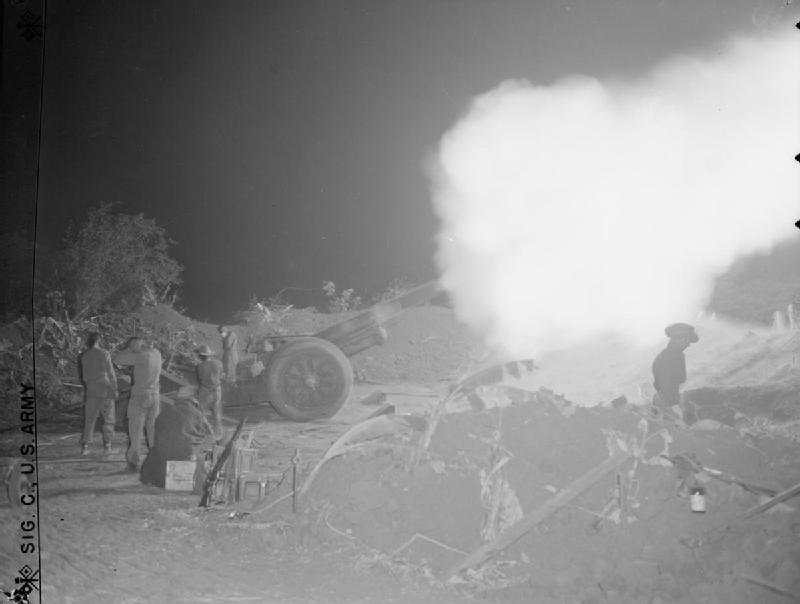
7,2-дюймовая гаубица в Ondaw, Бирма. 1945 год.
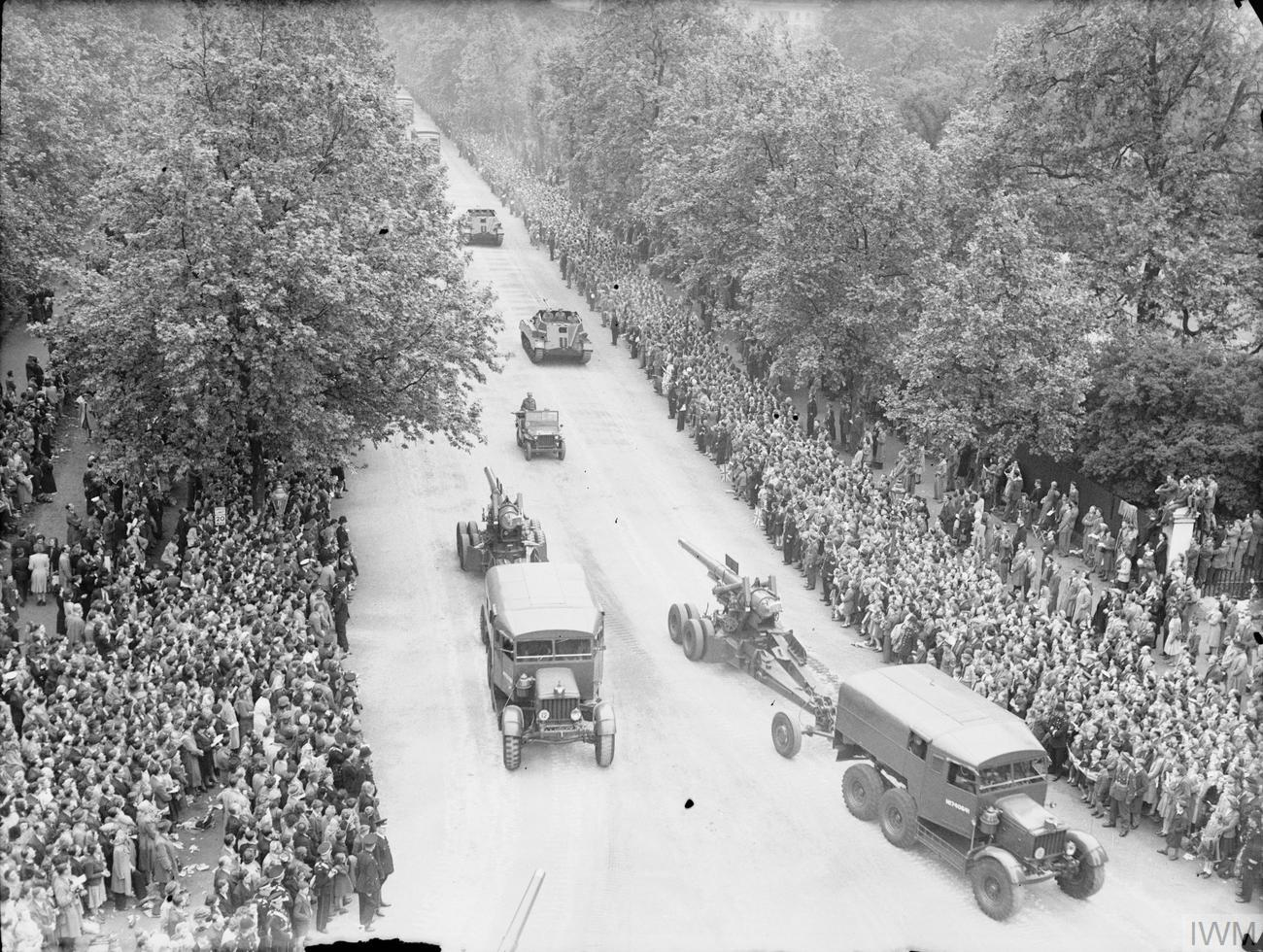
7,2-дюймовые гаубицы на лафете пушки М1 во время лондонского парада Победы 8 июня 1946 года.